# František Kotalík
František Kotalík (13. září 1917, Plzeň – 21. září 1993, Praha) byl český římskokatolický teolog, kněz, vysokoškolský pedagog, biblista a starozákonní exegeta.

## Život
Středoškolské vzdělání absolvoval na reálném gymnáziu v Plzni, kde maturoval s doplňující zkouškou z řečtiny v roce 1936. Studia ke kněžství absolvoval na Papežské lateránské univerzitě (Pontificium Athaeneum Lateranense) v Římě, která zakončil licenciátem teologie v roce 1942. Kněžské svěcení však přijal již v roce 1941. Dále pokračoval ve studiích v Římě na Papežském biblickém institutu (Pontificium Institutum Biblicum) v letech 1942-1945. Bakalaureát biblických věd zde získal však již v roce 1944. Po studiích působil v pastoraci, následně v letech 1946–1949 v litoměřickém semináři.
Od 1. října 1946 do 1. července 1950 byl zastupujícím profesorem na diecézním bohosloveckém učilišti v Litoměřicích pro obor biblického studia Starého zákona. Dne 2. října 1950 byl jmenován na Římskokatolické cyrilometodějské bohoslovecké fakultě v Praze docentem pro obor hebrejštiny, s účinností od 1. září 1950. Od 1. listopadu 1950 suploval přednášky exegeze Starého zákona.
V roce 1953 získal doktorát teologie na Římskokatolické cyrilometodějské bohoslovecké fakultě v Praze po obhájení disertační práce s názvem: Ras Šamra – Ugarit, jeho dějiny – písmo – řeč a vztahy ke Knize žalmů. Mythologické a rituální texty Ras Šamra – Ugaritu ve vztahu k biblickým textům starozákonním a 22. ledna 1953 promoval.
22. října 1955 byl na Římskokatolické cyrilometodějské bohoslovecké fakultě v Praze se sídlem v Litoměřicích jmenován profesorem pro obor starozákonní vědy a semitské dialekty, s účinností od 1. října 1955. Dne 18. září 1974 byl jmenován vedoucím katedry biblických oborů s účinností od 1. září 1974. V letech 1974–1976 a 1979–1984 zde byl proděkanem, v roce 1984 proděkanem honoris causa. Své akademické působení na CMBF ukončil 30. září 1989 odchodem do důchodu. Na základě smlouvy z 3. října 1989 však na CMBF vyučoval jako profesor hebrejského jazyka od 1. října 1989 do 31. ledna 1990. Zemřel dne 21. září 1993 v Praze.